# Dalida (téléfilm)
Pour les articles homonymes, voir Dalida (homonymie).
Pour plus de détails, voir Fiche technique et Distribution.
Dalida (intitulé Dalida, le film de sa vie lors de sa diffusion à la télévision) est un téléfilm franco-italien réalisé par Joyce Buñuel avec Sabrina Ferilli, Christophe Lambert et Charles Berling. Ce téléfilm biographique en deux parties de 90 minutes a été diffusé les 2 et 3 mai 2005 sur France 2 et retrace la vie de la chanteuse Dalida.

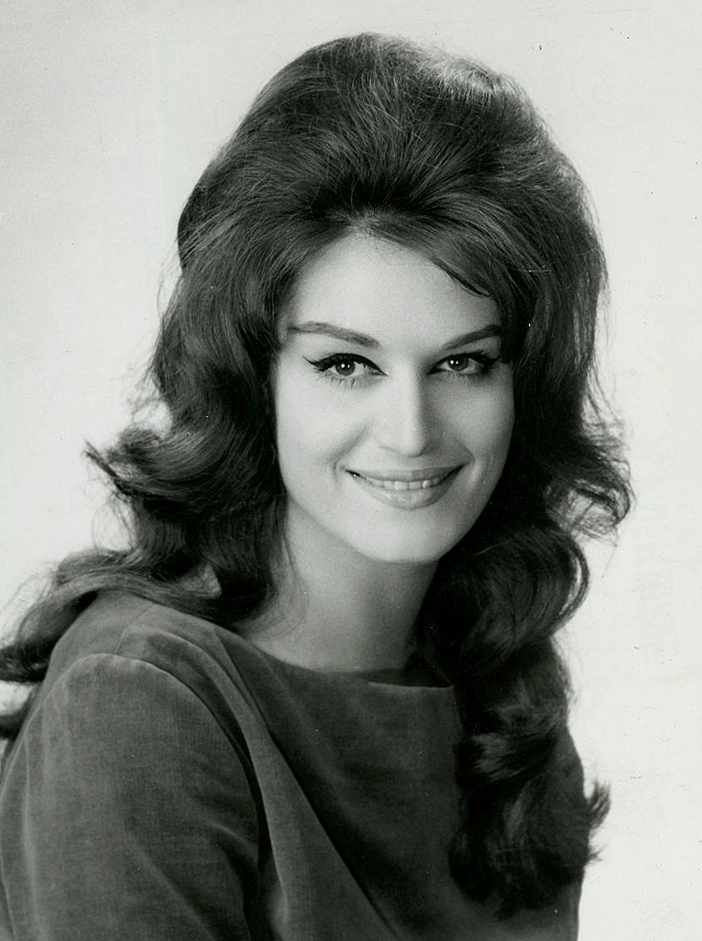
Dalida en 1961.

## Synopsis
Alors qu'elle se préparait à une carrière de comédienne, elle décide de quitter son Égypte natale pour tenter sa chance à Paris. Elle rencontre Lucien Morisse qui va lui permettre d'entamer une belle carrière. Dalida et Lucien se marient puis se quittent. D'autres amours passionnelles mais trop brèves vont peu à peu détruire son âme en profondeur à cause de leurs fins brutales et violentes. Son désir d'enfant inassouvi achèvera son déclin, la poussant au suicide.

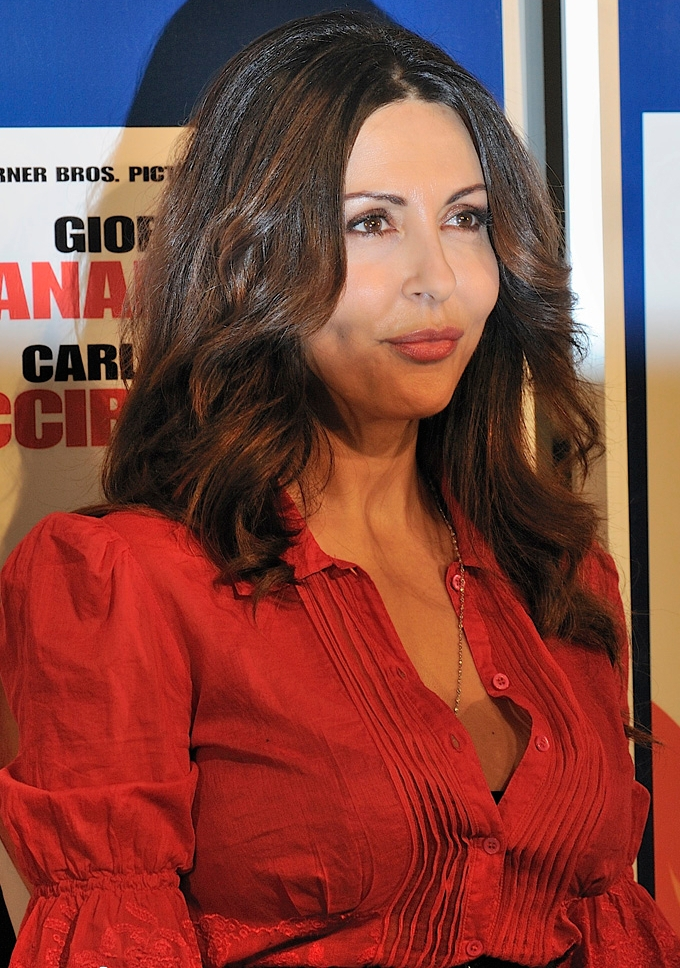
Sabrina Ferilli qui joue le rôle de la chanteuse dans le téléfilm.

## Fiche technique
- Réalisation : Joyce Buñuel
- Scénario : Joyce Buñuel, Jérôme Tonnerre et Camille Taboulay
- Musique originale : Jean-Marie Sénia
- Photographie : Roberto Venturi
- Montage : Nicolas Barachin
- Distribution des rôles : Bruno Delahaye et Gwendale Schmitz
- Décors : Jean Bauer
- Costumes : Christine Jacquin
- Production : Pascale Breugnot
  - Production exécutive : Pascal Wyn
  - Production associée : Orlando
- Sociétés de production : Ego Productions, France 2, Société Française de Production, Cattleya
- Budget : 20 700 000 €
- Pays de production :  France,  Italie
- Langue originale : français
- Durée : 200 minutes (2 fois 100 minutes)
- Genre : biographie, drame
- Format : couleur - 35 mm
- Date de diffusion : 
  -  France : 2 et 3 mai 2005 sur France 2 (rediffusée le 19 janvier 2015 sur la chaîne Chérie 25).

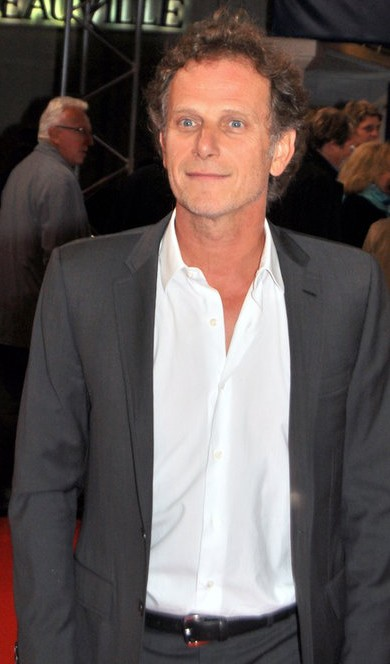
Charles Berling qui joue le rôle de Lucien Morisse.

## Distribution
- Sabrina Ferilli (VF : Vittoria Scognamiglio) : Yolanda Gigliotti, dite Dalida
- Charles Berling : Lucien Morisse
- Michel Jonasz : Bruno Coquatrix
- Christophe Lambert : Richard Chanfray, dit le comte de Saint-Germain
- Arnaud Giovaninetti : Bruno Gigliotti, dit Orlando
- Alessandro Gassman : Luigi Tenco
- Fanny Gilles : Rosy
- Vincent Lecœur : Jean Sobieski
- Carole Richert : Solange
- Stephan Spassov : Claudio
- Fabrice Deville : Eddie Barclay
- Marie-Noëlle Bordeaux : Peppina
- Guillaume Adam : le réceptionniste
- Roberto Bestazzoni : Mario, un producteur italien
- Jeff Bigot : un journaliste au mariage
- Bruno Delahaye : le directeur de casting
- Maria Ducceschi : Andréa
- Silvana Gasparini : la belle-sœur de Dalida
- Nabil Massad : Matouk
- Patrick Massiah : Orlando l'aîné
- Solange Milhaud : la bonne à Ankara
- Laurent Olmedo : Paulo de Sena
- Laurent Savard : le chauffeur de taxi
- Nikolai Urumov : Pietro Gigliotti
- Eric Verdin : Pascal Sevran
- Pascal Lopez : l'homme du bar

## Réception
Le téléfilm est un succès lors de son passage sur la chaîne France 2 en mai 2005. La première partie du téléfilm se place en deuxième position d'audience de la télévision française derrière un épisode de Joséphine, ange gardien qui passe sur TF1 au même moment, avec plus de 6,1 millions de téléspectateurs contre 6,7 millions pour Joséphine, ange gardien. La deuxième partie de ce dernier quant à elle atteint la plus grande part d'audience des chaînes françaises avec plus de 6,5 millions de téléspectateurs devançant le match de football opposant Liverpool à Chelsea qui atteint 5,2 millions de téléspectateurs.
La seconde diffusion du téléfilm en 2006 est sur France 2 dans l'après-midi et rassemble plus d'1,6 million de téléspectateurs.